# Episodi di Maniac Mansion (prima stagione)
La prima stagione della serie televisiva Maniac Mansion, composta da 22 episodi, è stata trasmessa per la prima volta negli Stati Uniti sul canale The Family Channel dal 14 settembre 1990 al 17 marzo 1991.
In Italia la serie è inedita.
| nº | Titolo originale                          | Trasmissione originale |
| -- | ----------------------------------------- | ---------------------- |
| 1  | The 10th Anniversary Special              | 14 settembre 1990      |
| 2  | Flystruck (a.k.a. The Trouble with Harry) | 21 settembre 1990      |
| 3  | Trapped Like Rats                         | 28 settembre 1990      |
| 4  | Love Thy Neighbour                        | 4 ottobre 1990         |
| 5  | Fred's a-Courtin'                         | 12 ottobre 1990        |
| 6  | The Sandman Cometh                        | 19 ottobre 1990        |
| 7  | Good on Ya                                | 26 ottobre 1990        |
| 8  | Bring Me Harry Orca                       | 2 novembre 1990        |
| 9  | Dad's Bummed Out                          | 11 novembre 1990       |
| 10 | Webs, the Really Tangled Kind             | 16 novembre 1990       |
| 11 | National Security Risk                    | 25 novembre 1990       |
| 12 | A Little Old Time Jazz                    | 2 dicembre 1990        |
| 13 | Hawaii Blues                              | 9 dicembre 1990        |
| 14 | Good Cheer on Ya                          | 16 dicembre 1990       |
| 15 | Brainiac Mansion                          | 30 dicembre 1990       |
| 16 | Little Big Fly                            | 6 gennaio 1991         |
| 17 | Money Dearest                             | 13 gennaio 1991        |
| 18 | Turner: The Boss                          | 20 gennaio 1991        |
| 19 | The Case of the Broken Record             | 3 febbraio 1991        |
| 20 | The Live Show                             | 17 febbraio 1991       |
| 21 | Tina's Excellent Adventure                | 24 febbraio 1991       |
| 22 | The Cliffhanger                           | 17 marzo 1991          |